# Ludvík Vébr
Ludvík Vébr (født 20. april 1960 i Prag) er en tjekkoslovakisk tidligere roer.

## Rokarriere
Vébr deltog i OL 1976 i Montreal, hvor han var styrmand i den tjekkoslovakiske toer med styrmand, der blev roet af brødrene Pavel og Oldřich Svojanovský. Tjekkoslovakkerne vandt deres indledende heat og blev nummer tre i semifinalen, inden de i finalen var et stykke efter østtyskerne, der vandt guld, og den sovjetiske båd på andenpladsen, hvilket betød bronze til tjekkoslovakkerne.

## OL-medaljer
- 1976:  Bronze i toer med styrmand